# Ampezzanildidae
Ampezzanildidae zijn een uitgestorven familie van weekdieren uit de klasse van de Gastropoda (slakken).

## Taxonomie
De volgende geslachten zijn bij de familie ingedeeld:
- † Ampezzanilda Bandel, 1995
- † Cassianilda Bandel, 1995
- † Stuorilda Bandel, 1995